# Piz Nair (Val Müstair)
Piz Nair är en bergstopp i Schweiz.   Den ligger i regionen Engiadina Bassa/Val Müstair och kantonen Graubünden, i den östra delen av landet, 220 km öster om huvudstaden Bern. Toppen på Piz Nair är 3 010 meter över havet, eller 303 meter över den omgivande terrängen. Bredden vid basen är 1,5 km.
Terrängen runt Piz Nair är varierad. Runt Piz Nair är det glesbefolkat, med 10 invånare per kvadratkilometer.. Närmaste större samhälle är Scuol, 14,6 km norr om Piz Nair. 
Trakten runt Piz Nair består i huvudsak av gräsmarker.